# Tachypodoiulus niger
Tachypodoiulus niger, là một loài cuốn chiếu châu Âu. Loài này rất giống với loài khác như Cylindroiulus londinensis, mà chúng chỉ được phân biệt với nhau bằng cách nghiên cứu đốt cuối bụng. Loài này phân bố ở British Isles, Tây Ban Nha, Pháp, Benelux, Đức, Thụy Sĩ, Áo và Cộng hòa Séc, và đặc biệt phổ biến trên đất đá vôi và đá phấn.
T. niger có thân hình trụ màu đen bóng, bao gồm 100 cặp chân màu trắng tương phản trên các đốt cơ thể 41–56. Chúng sinh sống trong mùn lá, dưới vỏ cây hoặc trong rêu, chúng ăn algae, detritus và đôi khi trái cây như quả mâm xôi. Chúng bị săn bắt bởi các loài săn mồi bao gồm các loài rết Lithobius variegatus và Lithobius forficatus và các loài nhím gai.
T. niger hoạt động nhiều nhất từ một tiếng sau khi mặt trời lặn đến một tiếng trước khi mặt trời mọc, dù trong mùa hạ chúng cũng hoạt động vào buổi chiều. Giống như nhiều loài rết khác, T. niger cuộn thành hình xoắn ốc với chân bên trong và đầu nằm giữa tâm khi bị đe dọa, nhưng chúng cũng có thể chạy trốn bằng cách trườn.